# Skrän
Skrän är en sjö i Finspångs kommun i Östergötland och ingår i Motala ströms huvudavrinningsområde. Sjön har en area på 0,357 kvadratkilometer och ligger 44,2 meter över havet.

## Delavrinningsområde
Skrän ingår i det delavrinningsområde (650048-150956) som SMHI kallar för Utloppet av Glan. Medelhöjden är 38 meter över havet och ytan är 178,28 kvadratkilometer. Räknas de 849 avrinningsområdena uppströms in blir den ackumulerade arean 15 346,26 kvadratkilometer. Avrinningsområdets utflöde Motala Ström mynnar i havet. Avrinningsområdet består mestadels av skog (27 procent) och jordbruk (19 procent). Avrinningsområdet har 73,59 kvadratkilometer vattenytor vilket ger det en sjöprocent på 41,2 procent. Bebyggelsen i området täcker en yta av 6,37 kvadratkilometer eller 4 procent av avrinningsområdet.